# Ulveksbackarna
Ulveksbackarna är ett naturreservat i Skövde kommun i Västra Götalands län.
Området har varit skyddat sedan 1992 och är 23 hektar stort. Det är beläget i norra delen av Skövde tätort. 
Ulveksbackarna ligger på Billingssluttningen och är ett kamelandskap med kraftiga kullar och sänkor.

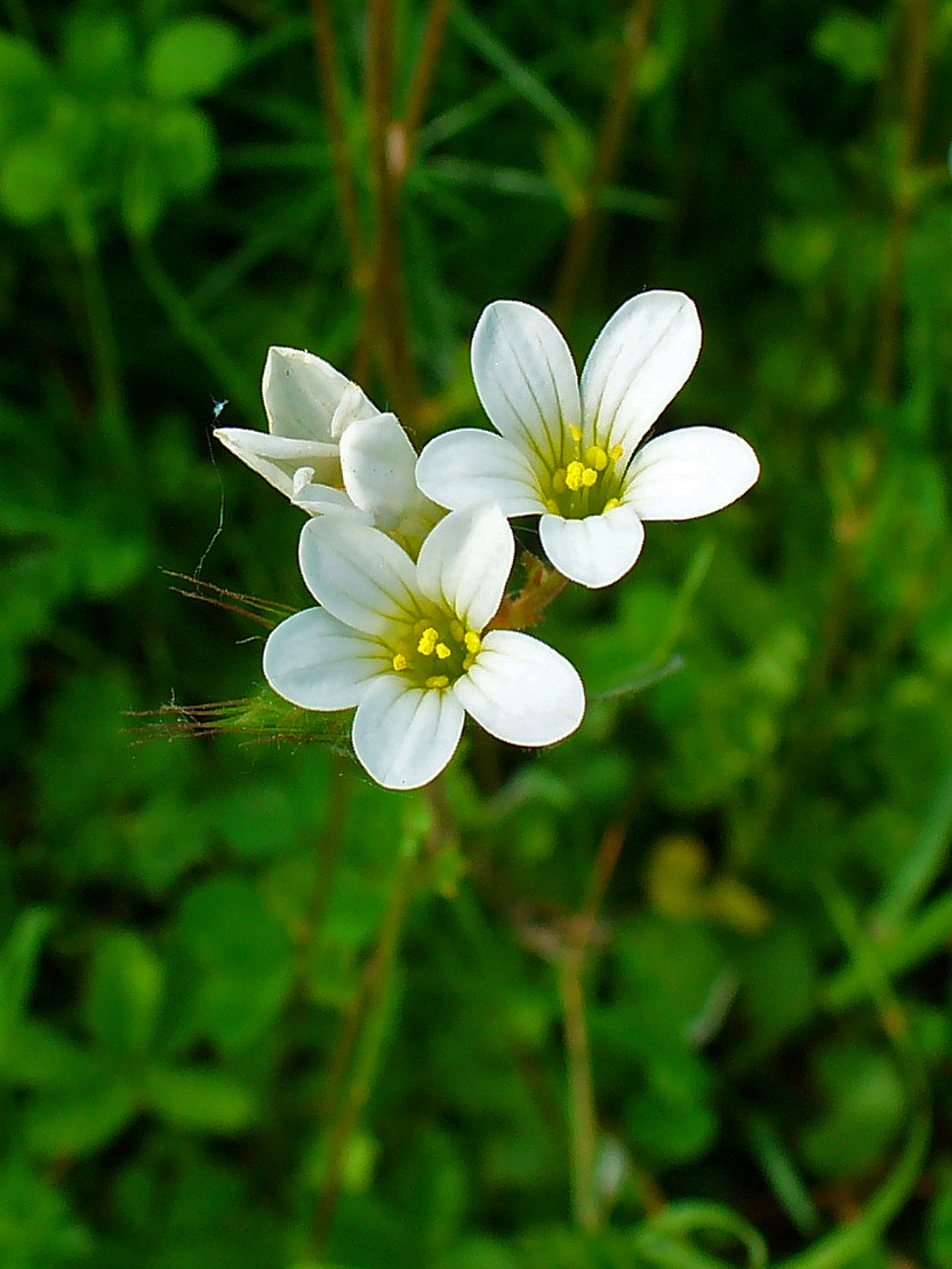
Mandelblomma

Vegetationen domineras i den östra delen av ett bestånd med ek och björk samt hassel. Ek dominerar i den södra delen av skogspartier.  Fågelbär, hägg, asp, lind. skogstry och skogsolvon förekommer också. I området kan man hitta vitsippa, skogsbingel, lundgröe, tandrot, vårärt, midsommarblomster och rödblära.
Västra delen av området består av gammal åkermark. Där finns en flora med inslag av en betesgynnad hagmarksflora såsom mandelblomma, gullviva, vårbrodd och gökärt.
Området gränsar till bostadsområdet Ulveket.